# سيف راشد (لاعب كرة قدم مواليد 1994)
سيف راشد (مواليد 25 يناير 1994، لاعب كرة قدم إماراتي يجيد اللعب في الجناح مع نادي عجمان الإماراتي .

## مسيرة اللاعب
لعب مع نادي الشارقة ونادي البطائح ونادي عجمان.

## روابط خارجية
- سيف راشد على موقع Soccerway.com (الإنجليزية)